# Alcis opisagna
Alcis opisagna är en fjärilsart som beskrevs av Eugen Wehrli 1943. Alcis opisagna ingår i släktet Alcis och familjen mätare. Inga underarter finns listade i Catalogue of Life.